# Wearside Football League
Wearside Football League là một giải bóng đá Anh, chỉ có 1 hạng đấu nằm ở Bậc 7 (hay Cấp độ 11) trong National League System và góp đội cho Northern League Division Two.  Sau mủa giải 2007–08, Whitehaven lên chơi ở Northern League, tương tự với Newton Aycliffe ở mùa giải 2008–09, Ryhope Colliery Welfare mùa giải 2011-12 và Willington mùa giải 2012-13.  Giải đấu từng có hạng đấu thứ hai trong quá khứ nhưng bây giờ chỉ vận hành một hạng đấu duy nhất. Mùa giải 2015–16 có 20 câu lạc bộ tham gia. Wearside League được góp đội bởi Durham Alliance Combination League.
Mặc dù với tên như vậy, giải đấu lại bao phủ một vùng lớn hơn cả Wearside; mùa giải 2015–16 bao gồm các câu lạc bộ ở tận phía Nam như North Yorkshire hay phía Tây như Cumbria.
Giải có 3 giải cup: Monkwearmouth Charity Cup và Shipowners' Charity Cup, đều bắt đầu từ thập niên 1890, và League Challenge Cup, xuất hiện vào thập niên 1930.

## Các câu lạc bộ mùa giải 2015–16
- Annfield Plain
- Ashbrooke Belford House
- Boldon Community Association
- Cleator Moor Celtic
- Gateshead Leam Rangers
- Hartlepool
- Harton & Westoe Colliery Welfare
- Horden Colliery Welfare
- Jarrow
- Murton
- Prudhoe Town
- Redcar Athletic
- Richmond Town
- Seaham Red Star Dự bị
- Silksworth Colliery Welfare
- Spennymoor Town Dự bị
- Stockton Town
- Sunderland West End
- Whitehaven
- Wolviston

## Lịch sử
Wearside League khởi tranh vào năm 1892 do sự bạo loạn của Charles Kirtley, thư ký của Sunderland Swifts.  Tháng 6 năm 1892, một bức thư viết bởi Kirtley được xuất bản trên tờ Sunderland Daily Post và The Herald, cho rằng anh được hỏi bởi các thư ký của nhiều đội khác nhau về việc thành lập một tổ chức và thi đấu trên sân nhà, để chọn ra đội nghiệp dư xuất sắc nhất hay không. A similar letter was published in the Sunderland Daily Echo. Ngay sau buổi họp ở Central Coffee Tavern, 11 câu lạc bộ đồng ý thành lập giải đấu và bắt đầu thi đấu một năm sau đó.
Trong những năm đầu của giải đấu, hầu hết các đội đều rất khó khắn, và hồ sơ lưu trữ của giải đấu ghi nhận rằng có một câu lạc bộ không có sân và thay vào đó chơi trên cát ở sát Sunderland Docks, và một câu lạc bộ khác phải chơi với quả bóng bầu dục cũ vì họ không có đủ tiền mua bóng. Tuy nhiên vào thế kỷ 20, giải đấu đã khá hơn và thậm chí tổ chức các trận đấu để gây quỹ địa phương trong suốt Thế chiến thứ I. Sau chiến tranh, giải đấu được chiếm ưu thế trong nhiều năm bởi các đội bóng vùng mỏ than – trong thập niên 1930 mỗi danh hiệu đều được trao cho một đội và các đội này tiếp tục chiếm ưu thế cho đến thập niên 1970, mặc dù ngày càng có các đội bóng gặp khó khăn tài chính do nhân lực bị suy giảm trong giai đoạn thập niên 1950.
Năm 1964, North Eastern League giải thể và một số đội từ đó gia nhập Wearside League.  Vào khoảng thời gian đó đội bóng 24th Signal Regiment thi đấu một mùa giải nhưng phải rút lui vì đa số các cầu thủ ở nước ngoài. Năm 1978 Blue Star trở thành đội bóng đầu tiên của Wearside League vào chung kết FA Vase, và giành chức vô địch, khởi đầu này chứng kiến sự vươn lên vượt bậc về cấp độ. Ba năm sau, Whickham lặp lại kì tích và cũng lên chơi ở nhiều giải đấu cấp cao hơn. Gần đây hơn, các câu lạc bộ như Darlington Railway Athletic, North Shields, Newton Aycliffe, Ryhope Colliery Welfare và Willington đã thành công và lên chơi tại Northern League.

## Đội vô địch
Đây là danh sách các đội vô địch sau Thế chiến thứ II.
| Mùa giải | Đội vô địch                   |
| -------- | ----------------------------- |
| 1945–46  | Birtley Town                  |
| 1946–47  | Seaham Colliery Welfare       |
| 1947–48  | Easington Colliery Welfare    |
| 1948–49  | Easington Colliery Welfare    |
| 1949–50  | South Hetton                  |
| 1950–51  | Sunderland 'A'                |
| 1951–52  | Sunderland 'A'                |
| 1952–53  | Boldon Community Association  |
| 1953–54  | Shotton Colliery Welfare      |
| 1954–55  | Boldon Community Association  |
| 1955–56  | Shotton Colliery Welfare      |
| 1956–57  | Shotton Colliery Welfare      |
| 1957–58  | Silksworth Colliery Welfare   |
| 1958–59  | Langley Park Colliery Welfare |
| 1959–60  | Murton Colliery Welfare       |
| 1960–61  | Shotton Colliery Welfare      |
| 1961–62  | Ryhope Colliery Welfare       |
| 1962–63  | Ryhope Colliery Welfare       |
| 1963–64  | Ryhope Colliery Welfare       |
| 1964–65  | Horden Colliery Welfare       |
| 1965–66  | Ryhope Colliery Welfare       |
| 1966–67  | Reyrolle                      |
| 1967–68  | Horden Colliery Welfare       |

| Mùa giải | Đội vô địch                      |
| -------- | -------------------------------- |
| 1968–69  | Darlington Dự bị                 |
| 1969–70  | Horden Colliery Welfare          |
| 1970–71  | Horden Colliery Welfare          |
| 1971–72  | Horden Colliery Welfare          |
| 1972–73  | Horden Colliery Welfare          |
| 1973–74  | Blue Star Welfare                |
| 1974–75  | Boldon Community Association     |
| 1975–76  | Blue Star Welfare                |
| 1976–77  | South Shields                    |
| 1977–78  | Whickham                         |
| 1978–79  | Wallsend Town                    |
| 1979–80  | Hartlepool United Dự bị          |
| 1980–81  | Chester-le-Street Town           |
| 1981–82  | Seaham Colliery Welfare Red Star |
| 1982–83  | Blue Star                        |
| 1983–84  | Blue Star                        |
| 1984–85  | Blue Star                        |
| 1985–86  | Coundon TT                       |
| 1986–87  | Annfield Plain                   |
| 1987–88  | Whickham                         |
| 1988–89  | Dunston Federation Brewery       |
| 1989–90  | Dunston Federation Brewery       |
| 1990–91  | Eppleton Colliery Welfare        |

| Mùa giải  | Đội vô địch                  |
| --------- | ---------------------------- |
| 1991–92   | Eppleton Colliery Welfare    |
| 1992–93   | South Shields                |
| 1993–94   | Hartlepool Town              |
| 1994–95   | South Shields                |
| 1995–96   | Marske United                |
| 1996–97   | Boldon Community Association |
| 1997–98   | Annfield Plain               |
| 1998–99   | North Shields Athletic       |
| 1999–2000 | Nissan                       |
| 2000–01   | Nissan                       |
| 2001–02   | North Shields                |
| 2002–03   | Birtley Town                 |
| 2003–04   | North Shields                |
| 2004–05   | Darlington Railway Athletic  |
| 2005–06   | Whitehaven                   |
| 2006–07   | Birtley Town                 |
| 2007–08   | New Marske Sports Club       |
| 2008–09   | Newton Aycliffe              |
| 2009–10   | Scarborough Town             |
| 2010–11   | Ryhope Colliery Welfare      |
| 2011–12   | Ryhope Colliery Welfare      |
| 2012–13   | Stockton Town                |
| 2013–14   | Stockton Town                |

| Mùa giải | Vô địch       |
| -------- | ------------- |
| 2014–15  | Stockton Town |